# Cantone di Clefmont
Il Cantone di Clefmont era una divisione amministrativa dell'Arrondissement di Chaumont.
A seguito della riforma approvata con decreto del 17 febbraio 2014, che ha avuto attuazione dopo le elezioni dipartimentali del 2015, è stato soppresso.

## Composizione
Comprendeva 17 comuni:
- Audeloncourt
- Bassoncourt
- Breuvannes-en-Bassigny
- Buxières-lès-Clefmont
- Choiseul
- Clefmont
- Cuves
- Daillecourt
- Longchamp
- Maisoncelles
- Mennouveaux
- Merrey
- Millières
- Noyers
- Perrusse
- Rangecourt
- Thol-lès-Millières